# MAP Linhas Aéreas
A MAP Linhas Aéreas é uma companhia aérea brasileira sediada em Manaus, fundada em 2011. Com uma frota composta atualmente por três aeronaves turboélices, é uma subsidiária da VOEPASS Linhas Aéreas e atende a sete destinos no estado do Amazonas, Ceará, Pernambuco e Rio Grande do Norte, cumprindo voos fretados para o transporte de funcionários da Petrobras e regulares para sua empresa matriz.
A aérea regional opera os voos em consonância com as normas da Agência Nacional de Aviação Civil (ANAC) e segue os programas de treinamento nas áreas de manutenção, aeroportos e segurança, aprovados pela agência reguladora.

## História

### Fundação
Fundada em 18 de maio de 2011, o nome da MAP Linhas Aéreas é o acrônimo das primeiras letras do nome de sua fundadora, a Manaus Aerotáxi Participações, uma empresa de táxi aéreo e companhia aérea não regular com sede no Aeroporto Internacional de Manaus Eduardo Gomes. A nova companhia aérea foi fundada devido à falta de conectividade aérea na região brasileira da Amazônia, onde o transporte aéreo desempenha um papel importante na conexão de pequenas cidades aos grandes centros urbanos, em particular, a capital amazonense Manaus.
A MAP Linhas Aéreas recebeu seu Certificado de Homologação de Empresa Aérea (CHETA) da Agência Nacional de Aviação Civil do Brasil (ANAC) em 14 de agosto de 2012, recebendo a luz verde para iniciar suas operações regulares. Neste mesmo ano, recebeu seus três primeiros primeiros turboélice ATR 42-300, matrículas PR-MPN, PR-MPO e PR-TTF, todos adquiridos da TRIP Linhas Aéreas. Com exceção dos dois primeiros, o último recebido nunca entrou em operação, servindo como fonte de peças de reposição para manter os outros dois ativos.

### Primeiros anos (2013-2019)
O primeiro voo comercial da MAP Linhas Aéreas ocorreu em 4 de março de 2013, conectando Manaus com Parintins e Lábrea, na Amazonas. Além disso, no terceiro trimestre de 2013, adicionou dois ATR 72-200 à frota, encerrando seu primeiro ano de operações com 4 aeronaves.
No primeiro semestre de 2014, iniciou sua expansão regional, iniciando voos para Carauari, na Amazonas e mais tarde, em 11 de agosto, para Santarém, Itaituba, Altamira e Belém, no Pará. Também adicionou um terceiro ATR 72-200 à frota, através de um contrato comercial assinado com a STAR Consultoria Aeroutica, proprietária do turboélice matrícula PP-STY.
Em 30 de março de 2015, a MAP Linhas Aéreas iniciou seus voos para Porto Velho, Rondônia, seguido por Manicoré, Humaitá, Barcelos, Coari, Eirunepé, São Gabriel da Cachoeira e Tefé. No ano seguinte, adicionou o Porto Trombetas e Tabatinga à sua rede de destinos da Amazônia.

#### Nova identidade visual
No dia 9 de outubro de 2016, a MAP Linhas Aéreas apresentou sua nova identidade visual e pintura revisada das aeronaves, segundo ela, com o objetivo de apresentar um tom mais amazônico, alinhado às suas operações. A principal mudança foi na cauda dos aviões, que ao invés de exibir a logomarca da empresa sob a fuselagem branca, passou a adotar um design que incorpora elementos da Região Norte, incluindo pontos turísticos como o Teatro Amazonas e o Mercado Ver-o-Peso, além de referências à flora, à fauna, à culinária e aos rios da Amazônia.
No dia 5 de abril de 2017, a MAP anunciou o início da chamada “Rota da Soja” a partir de junho do mesmo ano, com voos para Sorriso e Alta Floresta, no Mato Grosso. No entanto, por razões "técnicas e de logísticas", os voos não foram iniciados. Em meados de setembro, anunciou um plano de destinos e expansão de frota para o ano seguinte, considerando a abertura de rotas para diversos destinos na Região Nordeste, além de voos internacionais para destinos na América do Sul, em países vizinhos à região norte.
No dia 18 de dezembro de 2017, a MAP Linhas Aéreas recebeu a certificação IOSA (Operational Safety Audit) da Associação Internacional de Transportes Aéreos (IATA), o mais importante certificado de segurança e qualidade da aviação.
Em 14 de fevereiro de 2019, recebeu sua terceira aeronave ATR-72, matrícula PR-MPW, anunciando um plano de expansão mediante o aumento de frequência de voos para destinos existentes e manifestando sua intenção de voar para seu primeiro destino internacional, a cidade de Puerto Maldonado, no Peru.

### Aquisição pela Passaredo Linhas Aéreas (2019-presente)
No dia 27 de julho de 2019, após a falência da Avianca Brasil, as principais companhias aéreas brasileiras iniciaram uma disputa para obter os valiosos slots (horários de pouso e decolagem) deixados por ela no Aeroporto de Congonhas, localizado no coração de São Paulo, o segundo maior aeroporto mais movimentado do Brasil em número de passageiros. A MAP manifestou interesse em obtê-los e entrou na disputa contra a Azul, GOL, LATAM, TwoFlex (atual Azul Conecta) e Passaredo (atual VOEPASS Linhas Aéreas) pelos 41 slots em Congonhas.
Em 1º de agosto de 2019, a (ANAC) concluiu o processo de distribuição provisória dos 41 horários de pouso e decolagem (slots) da Avianca Brasil para operar na pista principal do Aeroporto de Congonhas, em São Paulo, tendo a MAP obtido 12 deles, atrás da Azul (15 slots) e Passaredo (14 slots).

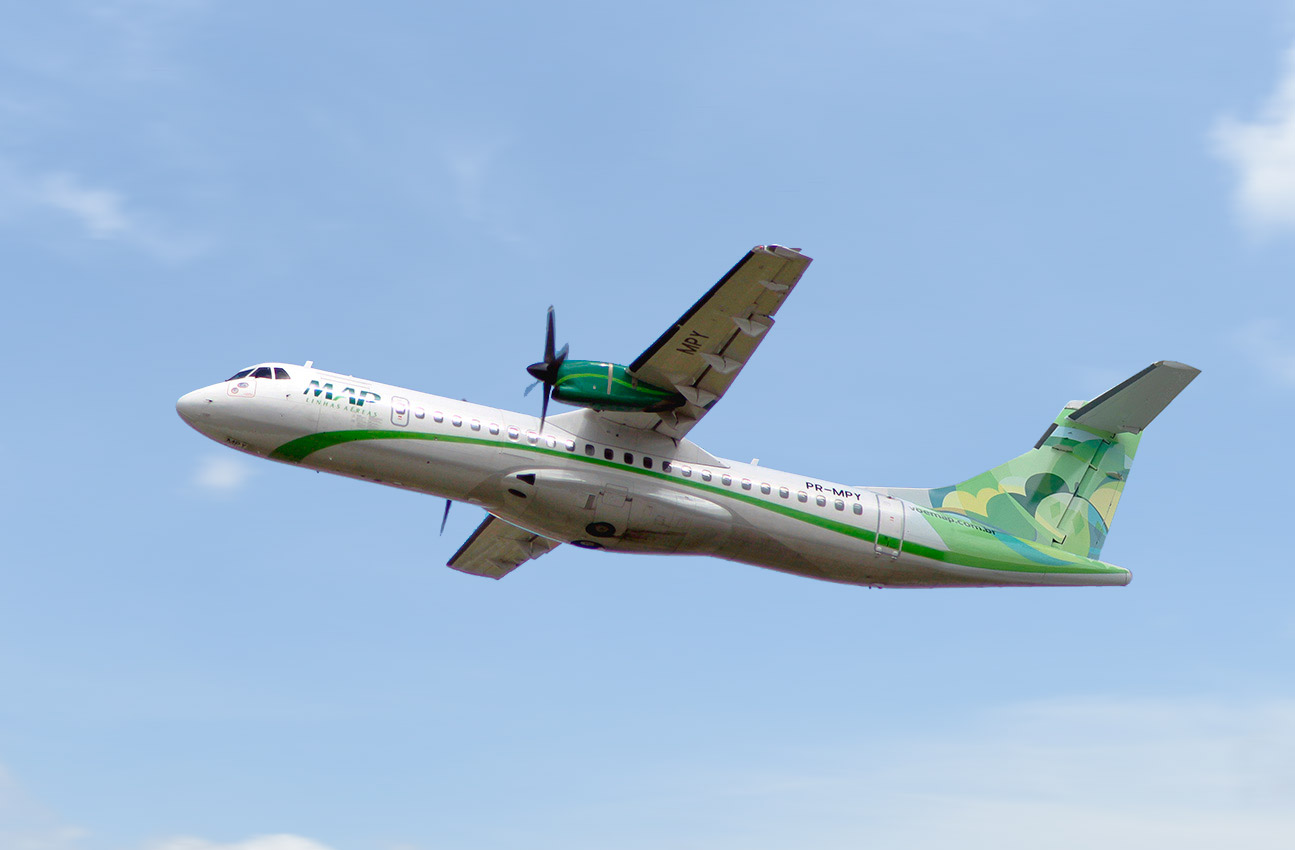
ATR-72 da MAP Linhas Aéreas decolando

Em 21 de agosto de 2019, de olho nos slots em Congonhas, a Passaredo Linhas Aéreas (atual VOEPASS Linhas Aéreas) anunciou a aquisição de 100% do controle acionário da MAP Linhas Aéreas, detendo conjuntamente 26 pares de slots no supracitado aeródromo. Apesar da aquisição, as companhias aéreas continuariam a coexistir. Em setembro, juntas, iniciaram voos de Congonhas para Ribeirão Preto, Bauru, Marília e Araçatuba, em São Paulo, Dourados, no Mato Grosso do Sul, Uberaba, em Minas Gerais e Macaé, no Rio de Janeiro.

#### 2020s
Em 18 de março de 2020, devido ao surto da pandemia de COVID-19, a MAP Linhas Aéreas anunciou a suspensão temporária de todos os seus voos comerciais com efeito imediato, pelo menos até 22 de março, quando planejava retomá-los. Porém, dois dias depois, em 20 de março, anunciou que a suspensão seria por tempo indeterminado, mantendo apenas os voos fretados para a Petrobras. Após três meses de suspensão, em 3 de julho de 2020, a aérea finalmente retomou seus voos para 10 cidades da região amazônica, cujo transporte aéreo é considerado essencial devido à falta de acesso por via terrestre.

#### Tentativa de aquisição pela GOL Linhas Aéreas
No dia 8 de junho de 2021, com o objetivo de ampliar sua presença no Aeroporto de Congonhas e reforçar as operações no interior da Amazônia, a GOL formalizou acordo com a VOEPASS para aquisição da MAP Linhas Aéreas por R$ 28 milhões, além de assumir os compromissos financeiros da companhia aérea, na época avaliados em R$ 100 milhões, sujeitos à aprovação governamental.
Em 3 de janeiro de 2022, o Conselho Administrativo de Defesa Econômica (CADE), aprovou sem restrições a aquisição da MAP pela GOL Linhas Aéreas. Na época, segundo o presidente da GOL, Paulo Kakinoff, a MAP seria absolvida pela GOL e a marca deixaria de existir.
Porém, em 26 de abril de 2023, o novo presidente da GOL, Celso Guimarães Ferrer, informou que a aquisição não havia sido concluída e não deveria mais ocorrer; o motivo foi um novo decreto publicado pelo governo brasileiro no final de 2022, que permitiu que as companhias aéreas pudessem vender seus slots, sem a necessidade de uma transição do tipo M&A (fusão e aquisição). Assim, a GOL estudava a compra de slots da VOEPASS e não mais as operações da MAP Linhas Aéreas.

#### Atualidade
Até 29 de abril de 2024, o CHETA, a marca, tripulantes e três aeronaves, dois ATR 42-500 e um ATR 72-500, registradas em nome da MAP Linhas Aéreas, permanecem em operação a partir de sua base no Aeroporto Internacional Eduardo Gomes. O primeiro avião, matrícula PR-PDP, cumprindo o contrato nº 5900.0111285.19.2 firmado com a Petrobras, transportando funcionários da estatal de Manaus para a Província Petrolífera de Urucu e Carauari (e vice-versa). O segundo, matrícula PR-PDS, arrendado à VOEPASS Linhas Aéreas e subarrendado pela Regional Linhas Aéreas LTDA., realizando voos no Nordeste por meio de acordo comercial com a LATAM Airlines. E o terceiro, PR-PDT, também baseado no Nordeste, operando voos em nome da VOEPASS Linhas Aéreas entre Natal, Fernando de Noronha, Recife, Juazeiro do Norte e Fortaleza.

## Frota
Os modelos utilizados são da fabricante ATR, produzidos na França, avião que voa através de propulsão turboélice. Equipado para pousar e decolar de maneira eficiente em pistas de pouso regionais, o ATR possui modelos de 46 e 68 passageiros. Em 15 de fevereiro de 2024, a frota da MAP Linhas Aéreas está conformada pelas seguintes aeronaves:
| Aeronave   | Em serviço | Pedidos | Passageiros | Matrícula | Nota                                   |
| ---------- | ---------- | ------- | ----------- | --------- | -------------------------------------- |
| ATR 42-500 | 2          | 0       | 48          | PR-PDP    | "Uirapuru" opf Petrobras               |
| ATR 42-500 | 2          | 0       | 48          | PR-PDS    | "Beija-Flor" opf VOEPASS Linhas Aéreas |
| ATR 72-500 | 1          | 0       | 72          | PR-PDT    | "Tucano" opf VOEPASS Linhas Aéreas     |

| Aeronave   | Total | Matrícula | Anos em operação | Nota                             |
| ---------- | ----- | --------- | ---------------- | -------------------------------- |
| ATR 42-300 | 4     | PR-MPN    | 2012-2019        | dbr e std em Manaus              |
| ATR 42-300 | 4     | PR-MPO    | 2012-2017        | wfu and std em Manaus            |
| ATR 42-300 | 4     | PR-TTF    | 2012-2012        | wfu, std e destruído em Manaus   |
| ATR 42-300 | 4     | PT-MFE    | 2016-2020        | wfu, será convertido em um hotel |
| ATR 72-200 | 3     | PP-STY    | 2014-2015        | lsd STAR Consultoria Aeronáutica |
| ATR 72-200 | 3     | PR-MPZ    | 2013-2019        | wfu e std em Manaus              |
| ATR 72-200 | 3     | PR-MPY    | 2013-2020        | wfu e std em Ribeirão Preto      |
| ATR 72-500 | 1     | PR-MPW    | 2018-2020        | ret ATRiam Capital               |

## Acidentes e incidentes
Em 15 de junho de 2019, uma aeronave modelo ATR 42, prefixo PR-MPN, operando o voo 5914, de Manaus para Carauari, fez um pouso de emergência pouco depois de decolar em Manaus. A aeronave conseguiu realizar a manobra em segurança, apenas com dois feridos sem gravidade.